# Epidaur (Grčka)
 Ovo je glavno značenje pojma Epidaur (Grčka). Za druga značenja pogledajte Epidaur.
Epidaur (grčki: Ἐπίδαυρος, Epidauros) je maleni grad u Saronskom zaljevu na Peloponezu, prefektura Argolida. Najslavniji je po starogrčkom istoimenom polisu u njegovoj blizini čije je Asklepijevo svetište proglašeno UNESCO-ovom svjetskom baštinom 1988. godine.

## Povijest
Epidaur je bio neovisan od prijestolnice Argosa, te nije bio uključen u pokrajinu Argolidu sve do Rimskog Carstva. Postoje još dva istoimena grčka grada, kolonija Epidaur u Iliriji (Cavtat) i kolonija Epidaur (Limera) u Lakoniji.
Polis Epidaur je s okolicom činio neovisnu teritoriju "Epidauriju" koja je bila slavna kao rodno mjesto Apolonovog sina Asklepija, boga liječništva. Asklepije se štovao na tom mjestu još u 6. stoljeću pr. Kr. kada je starije svetište Apolona Maleatasa na vrhu brda Kynortion postalo premalo. Epidaur je postao poznat po Asklepijevom svetištu koje se danas nalazi 8 km od modernog grada. Kao najslavnije liječilište antike, svetište je u 4. i 3. stoljeću pr. Kr. doživjelo opsežnu izgradnju kompleksa s monumentalnim građevinama (Asklepijev hram, velika stoa, tolos, stadion i kazalište). Njegova slava i napredak nastavili su se kroz cijeli helenizam, dok ga 87. pr. Kr. nije opljačkao rimski general i diktator Sula, a 67. pr. Kr. gusari.
U 2. stoljeću Rimljani su ga djelomično obnovili, ali su ga 395. godine potpuno uništili Goti. Usprkos pokrštavanju Grčke i postupnom propadanju grčkih hramova, Epidaur je ostao poznat kao liječilište sve do katastrofalnih potresa 522. i 551. godine, ali tada kao kršćansko liječilište.
Francuski arheolozi su u 19. stoljeću prvi istraživali ovaj arheološki lokalitet, a Grčko arheološko društvo je od 1870. – 1926. iskopalo većinu spomenika. Obnova kazališta je započeta 1954. do 1963. godine, a potpuna obnova Asklepijevog svetišta otpočela je 1984. i još traje pod budnim okom grčkog ministarstva kulture.

## Asklepijevo svetište u Epidauru
Asklepijevo svetište je bilo najveće liječilište staroga svijeta, osobito u vrijeme klasičnog razdoblja stare Grčke. Bolesnici su hodočastili tu i provodili noć u velikoj dvorani za spavanje (enkoimitiria) gdje im je u snovima božanstvo davalo savjete što da učine kako bi ozdravili. Arheološkim iskapanjem pronađena je gostinjska kuća s 160 soba za noćenje. U blizini se nalaze i izvri mineralne vode koji su vjerojatno rabljeni za liječenje.

### Kazalište u Epidauru
Kazalište u Epidauru, promjera 114 m, je najveće grčko kazalište koje je moglo primiti 12,000 gledatelja.  Kao dio Asklepijevog svetišta, od 1988. je na UNESCOvom popisu svjetske kulturne baštine.
Ono je djelo arhitekta Polikleta mlađeg iz 350. pr. Kr. i savršeno je sačuvano. Bilo je predviđeno za dramu koja se razvila iz izvedbi zbornih oda za vrijeme Dionizijskih svečanosti. Za te su svečanosti bila potrebna mjesta okupljanja za zbor i gledatelje. Zbor, koji je pjevao i plesao, izvodio je na orkestri (kružnom plesnom podiju sa žrtvenikom u sredini) jedan sastav koji je odredio velik dio kasnijeg razvoja grčkog kazališta.
Izvorna 34 reda klupa, Rimljani su proširili s još 21. U Epidauru se klupe protežu na više od pola kruga oko orkestre i nisu građene prema standardnom polumjeru, širok prolaz (parados) ih dijeli vodoravno, a gornje su klupe strmije od donjih. Ovakav položaj poboljšavao je akustičnost. Otkriće potvrđeno znanstvenom studijom iz 2007. godine znanstvenika Nica F. Declercqa i Cindy Dekeyser s Tehnološkog sveučilišta u Georgiji, SAD.
- Plan kazališta
- Pogled s klupa
- Arheološki muzej u Epidauru
- Stadion u Epidauru